# Otidiphaps nobilis
Otidiphaps nobilis, comummente conhecida como pombo-faisão, é uma espécie de pombo terrestre de grande porte encontrado na Nova Guiné e ilhas vizinhas.